# 2024
Évszázadok: 20. század – 21. század – 22. század
Évtizedek: 1970-es évek – 1980-as évek – 1990-es évek – 2000-es évek – 2010-es évek – 2020-as évek – 2030-as évek – 2040-es évek – 2050-es évek – 2060-as évek – 2070-es évek
Évek: 2019 – 2020 – 2021 – 2022 –  2023 – 2024 – 2025 – 2026 – 2027 – 2028 – 2029
2024-ben több fegyveres konfliktus is folytatódott, ami az előző években tört ki, mint Oroszország inváziója Ukrajna ellen és a 2023-ban kitört háború Izrael és a Hamász között. Szeptemberben Izrael és a Hezbollah konfliktusa is felerősödött, Izrael több rakétatámadást is folytatott Libanon ellen. A háború elleni tüntetések száma világszerte egyre tovább gyarapodott az év folyamán. A konfliktus alatt a Hamász több vezetőjét is megölte Izrael, közöttük Iszmáíl Hanijét és Jahja esz-Szinvárt. Folytatódott még a mianmari polgárháború, a harmadik szudáni polgárháború és az iszlamista felkelés a Száhil övben. December egy politikailag kifejezetten fontos hónap volt, többek között véget ért az el-Aszad család uralma Szíria felett, két dél-koreai elnök ellen is eljárást indított a parlament, és összeomlott a francia kormány.
Ezek mellett több magazin is a történelem legnagyobb választási évének nevezte 2024-et, annak következtében, hogy 79 ország és közel 4 milliárd ember vesz részt választásokon 2024 során. Ezek közé tartozik a tíz legnépesebb országból nyolc és az európai parlamenti választások is. Ezeken a választásokon a hivatalban lévő pártok 80%-a vesztett támogatottságából, többen történelmi jelentőségű vereségeket szenvedetek. Japánban, Botswanában és a Dél-afrikai Köztársaságban is elveszítették többségüket olyan pártok, amelyek évtizedekig dominánsak voltak az országuk politikájában. Szenegálban az ország függetlensége óta először nyerte meg az elnökséget ellenzéki jelölt, míg az Egyesült Államokban 132 év után először újraválasztottak egy elnököt két nem egymást követő terminusra.

## Események

### Január
- január 1.
  - Belgium veszi át az Európai Unió Tanácsának soros elnökségét Spanyolországtól.
  - Örményország veszi át Oroszországtól az Eurázsiai Gazdasági Unió (EGU) soros elnöki tisztét.[19] (A szervezet szentpétervári csúcstalálkozóján Nikol Pasinján örmény miniszterelnök kijelentette, hogy támogatja ugyan a tagállomok gazdasági együttműködésének elmélyítését, de ellenzi, hogy az EGU közös politikai, pláne geopolitikai célokat tűzzön ki maga elé.)[20]
  - Egyiptom, Etiópia, Irán, Szaúd-Arábia és az Egyesült Arab Emírségek a BRICS tagja lesz.[21] (Argentína csatlakozási szándékát visszavonta az új elnök, Javier Milei.)[22]
  - A Hegyi-Karabah Köztársaság hivatalosan is felbomlik, újra Azerbajdzsán része.[23]
  - Mickey egér 1928-ban rajzolt figurája közkinccsé válik, mivel a The Walt Disney Company szerzői jogai 95 év után lejárnak.[24]
  - 7,6-os erősségű földrengés rázza meg Japánt, cunamiveszélyt hirdetnek az országban.[25][26]
  - Etiópia bejelenti, hogy elsőként el fogja ismerni Szomáliföld függetlenségét.[27]
- január 3. – A legtöbb életet követelő terrortámadás Irán területén az 1970-es évek óta, a meggyilkolt Kászem Szolejmáni emlékére rendezett eseményen. (A két robbantás következtében 84 személy halt meg.)[28]
- január 7. – Parlamenti választás Bangladesben. (A Sejk Haszina Vazed miniszterelnök vezette szekuláris Áojámi Liga nevű kormánypárt győzött a megszerezhető mandátumok több mint háromnegyedével.)[29]
- január 8.
  - Az Astrobotic Technology és a NASA elindítja az első magán cég által legyártott Holdra szálló egységet. (Hét órával az indítás után elveszítik az irányítást az eszköz fölött, ami üzemanyag-veszteséget okoz és törlik a holdra szállást.)[30]
  - Általános sztrájk veszi kezdetét Németországban. (Miután a német kormány jelentősen csökkentette a 2024-es költségvetésben a mezőgazdasági támogatásokat a gazdák országszerte tüntetéseket szerveztek, lezárták az autópályák felhajtóit és a városok közlekedését is megbénították.)[31]
  - Ecuador elnöke, Daniel Noboa válsághelyzetet hirdet és a hadsereget az utcákra küldi, miután a Los Choneros kartell vezetője, José Adolfo Macías Villamar, megszökött börtönéből.[32]
- január 9. – Az előző nap lemondó francia miniszterelnök, Élisabeth Borne[33] helyébe Gabriel Attal oktatási minisztert nevezi ki Emmanuel Macron elnök. (A 34 éves Attal a modern francia történelem legfiatalabb miniszterelnöke.)[34]
- január 11. – Egy Egyesült Államok által vezetett koalíció több rakétatámadást hajt végre Jemen területén a hútik ellen.[35]
- január 12. – Ukrajna és az Egyesült Királyság biztonsági együttműködési megállapodást köt.[36]
- január 13. – Parlamenti és elnökválasztás Tajvanon.[37] (A szavazatok alig több mint 40%-ával a Demokratikus Progresszív Párt (DPP) jelöltje, Laj Csing-tö nyeri a választást, ezzel az 1996-os első szabad elnökválasztás óta most sikerült először a harmadik egymást követő alkalommal is ugyanannak a pártnak győznie. 33,5%-kal a második helyen végzett a Kuomintang jelöltje, Hou Jü-ih, a harmadik pedig a 2019-ben létrejött centrista Tajvani Néppárt (TPP) alapítója, Ko Ven-cse lett 26,5%-kal.)[38]
- január 14.
  - X. Frigyes trónra lép Dániában, II. Margit újévi lemondását követően.[39]
  - Guatemalában leteszi az elnöki esküt Bernardo Arévalo, váltva ezzel a poszton a népszerűtlen jobboldali államfőt, Alejandro Giammatteit, aki az alkotmány értelmében már nem indulhatott újra a székért.[40]
- január 15.
  - Az Egyesült Államokban megkezdődik az elnökválasztási ciklus az Iowa államban tartott első republikánus pártgyűléssel.[41]
  - Irán rakétatámadásokat hajt végre Irak és Szíria ellen, a kermáni terrortámadás megbosszulásaként.
- január 16. – Irán Pakisztán területét bombázza, egy szunnita szeparatista mozgalmat célozva, amire Pakisztán három nappal később saját támadásával válaszolt.[42]
- január 19.
  - Japán lett az ötödik ország, amely  sikeres holdra szállást hajtott végre, a SLIM küldetés részeként.[43]
  - Megkezdődnek a 2024. évi téli ifjúsági olimpiai játékok.
- január 20. – Irán elmondása szerint Izrael megölte a Forradalmi Gárda öt tagját egy bombázásban.[44]
- január 22. – Joseph Boakai beiktatása, mint Libéria elnöke.
- január 23. – A török parlament megszavazza Svédország NATO-csatlakozásának ratifikálását (a ratifikációs okmányt Erdoğan török elnök január 25-én írta alá), így a magyar kormány ígéretével ellentétben Magyarország marad az utolsó NATO-tagállam, amely még nem járult hozzá Svédország csatlakozásához.[45][46]
- január 24. – A Korocsai járás területén lezuhan az orosz légierő egyik Il–76 gépe, amin hatvanöt ukrán háborús foglyot szállítottak. Senki nem éli túl a katasztrófát.[47]
- január 24. – A Texasi Nemzeti Gárda az Egyesült Államok Legfelsőbb Bíróságának döntését figyelmen kívül hagyva elfoglalja a Shelby Park területét Eagle Pass városában, a Mexikóval közös határ közelében. Az ország huszonhat republikánusok által ellenőrzött állama közül huszonöt támogatásáról biztosítja Texast.[48][49]
- január 26.
  - A Nemzetközi Bíróság úgy dönt, hogy a Dél-afrikai Köztársaság perének Izrael ellen, népirtás vádjával, lehet alapja, így kijelenti, hogy az eljárás folytatódhat. Ezek mellett felszólítja Izraelt, hogy tegyen meg mindent a népirtás elkerülésére a gázai övezetben.
  - Parlamenti választás Tuvalun.
- január 28. – Elnökválasztás Finnországban.[50] (Az első fordulóban egy jelölt se kapott elég szavazatot, a második fordulót február 11-én rendezik meg.)

### Február
- február 1.
  - Az Európai Unió összes tagországa jóváhagyja az 50 milliárd eurós segélycsomagot Ukrajnának.[51]
  - Az Amerikai Egyesült Államok szankciókat vezet be izraeli telepesek ellen, Ciszjordániában elkövetett erőszak miatt.[52]
  - Megkezdi működését a Szuverenitásvédelmi Hivatal (SZH), amelynek élére Lánczi Tamás kerül.[53][54]
- február 2. – A 444.hu cikkével kirobban a kegyelmi ügy, amely nyolc nappal később Novák Katalin köztársasági elnök lemondásához vezet.[55][56]
- február 3.
  - Macky Sall szenegáli elnök bejelenti, hogy a választási eljárással és a jelöltállítással kapcsolatos viták miatt elhalasztják a február 25-re kiírt elnökválasztást.[57] (Három nappal később, február 5-én a parlament – azt követően, hogy a csendőrség több ellenzéki képviselőt eltávolított az ülésteremből – jóváhagyja azt a törvényjavaslatot, mely december 15-re halasztja az elnökválasztást.[58] Az elnök arra is felhatalmazást kap, hogy az április 26-án lejáró mandátuma ellenére a posztján maradjon.[59] Zavargások robbannak ki.[60] Március elején azonban mégis kezdetét veszi a rövidített elnökválasztási kampány, miután az elnök kihirdette, hogy az elhalasztott elnökválasztást áttette március 24-re.)[61]
  - Michelle O’Neill tölti be Észak-Írország első minisztere (miniszterelnöke) tisztét, s ezzel első ízben irányítja az Egyesült Királysághoz tartozó országrészt annak a katolikus Sinn Féin pártnak a politikusa, amely az Ír-sziget újraegyesítése mellett áll ki.[62]
- február 4. – Elnökválasztás El Salvadorban.[63]
- február 5. – A Fidesz-KDNP és a kormány képviselői bojkottálják az Országgyűlés rendkívüli ülését, amit az ellenzéki képviselők azért kezdeményeztek, hogy felgyorsítsák Svédország NATO-csatlakozásának ratifikálását; a parlament ülését így a napirend elfogadása nélkül berekesztik.[64][65]
- február 7. – A 2003 óta hivatalban lévő İlham Əliyev nyeri az azerbajdzsáni elnökválasztást a voksok 92%-ával, míg ellenfele, Zahid Oruj a második helyen végez 2%-kal. (A szavazást 2025-ről hozták előre, miután az azeri hadsereg 2023-ban visszafoglalta az örmény kézen lévő, Azerbajdzsán területére beékelődött Karabahot.)[62]
- február 8. – Parlamenti választás Pakisztánban.[66][67] (A Pakisztáni Muszlim Liga–Navaz (PML–N) nyeri a választást, míg a Tihrík-i-Inszaf (PTI) párt támogatta, függetlenként indult jelöltek szerzik a legtöbb, 93 mandátumot.)[68] Egy kegyelmi ügy következtében lemondásra kényszerül Novák Katalin magyar köztársasági elnök

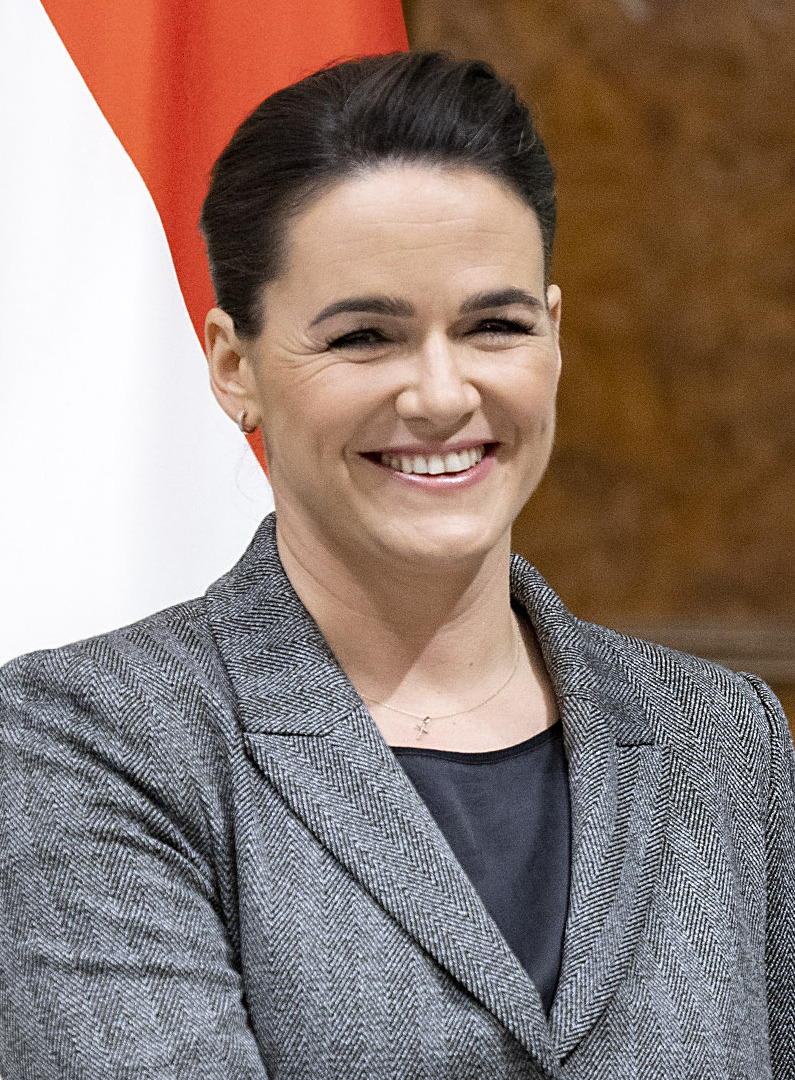
Egy kegyelmi ügy következtében lemondásra kényszerül Novák Katalin magyar köztársasági elnök

- február 10. – Lemond Novák Katalin, Magyarország köztársasági elnöke, miután kiderült, hogy elnöki kegyelemben részesítette a bicskei Kossuth Zsuzsa Gyermekotthon volt igazgatóhelyettesét, akit kényszerítésért 3 év 4 hónap börtönre ítéltek, mert megpróbálta eltussolni főnöke szexuális visszaéléseit.[69] (Varga Judit volt igazságügy-miniszter vállalva a politikai felelősséget az államfő döntésének ellenjegyzéséért bejelenti a közéletből való távozását, lemond az országgyűlési képviselői mandátumáról és a Fidesz 2024-es EP-listájának a vezetéséről.)[70]
- február 11.
  - Az elnökválasztás második fordulója Finnországban. (Az ország korábbi miniszterelnöke, a jobbközép Nemzeti Koalíció Pártjának jelöltje, Alexander Stubb nyerti a második fordulót, a szavazatok több mint 51%-ával, míg liberális zöldpárti ellenfelére, Pekka Haavistóra a résztvevők 48,4%-a szavazott.)[71]
  - Interjút ad a Partizánnak Magyar Péter, Varga Judit volt férje, és ezzel megkezdi saját politikai pályafutását.[72][73]
- február 14. – Parlamenti és elnökválasztás Indonéziában.[74]
- február 16.
  - Kína bűnüldözési és biztonsági megállapodást köt Magyarországgal. (A megállapodást Vang Hsziao-hung kínai közbiztonsági miniszter és Pintér Sándor belügyminiszter írja alá Budapesten a kínai–magyar rendészeti csúcstalálkozó keretei között.)[75]
  - Tüntetés a budapesti Hősök terén a gyermekbántalmazás áldozatai mellett Novák Katalin kegyelmezési ügye után, az eseményen a szervezők becslése szerint százötvenezer[76] fő vesz részt. Számos más népszerű tartalomgyártó mellett felszólal Azahriah, Pottyondy Edina és Gulyás Márton is.[77][78] Az Odysseus a Holdra indulás előtt

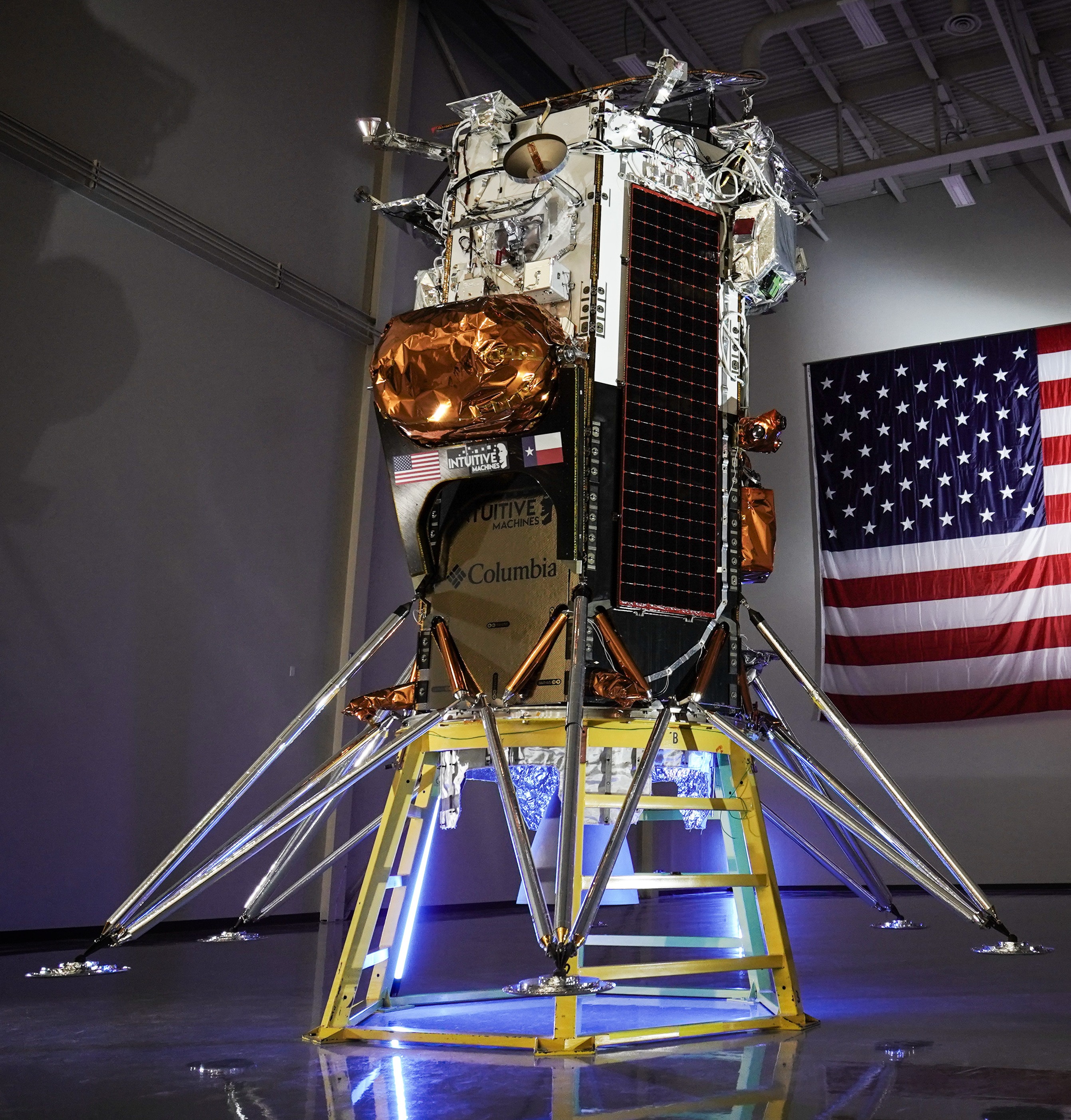
Az Odysseus a Holdra indulás előtt

- február 22. – Az amerikai Intuitive Machines űrkutató magánvállalat Odysseus nevű holdszondája sikeresen leszáll a Hold déli-sarki vidékére. (Több mint 50 év elteltével az Apollo–17 expedíciója óta ez az első eset, hogy ismét leszállóegység jut a Holdra. Az első magántulajdonban lévő űrhajó magyar idő szerint 2024. február 23-án 00:24-kor landolt.)[79][80][81]
- február 25. – Parlamenti választás Fehéroroszországban. (A Belaja Rusz párt kapja a legtöbb szavazatot, de minden jelölt kormánypárti volt.)
- február 26.
  - Köztársaságielnök-választás Magyarországon. (Az Országgyűlés Sulyok Tamást választja meg. Az államfői tisztséget ideiglenesen, nyolc napig Kövér László házelnök tölti be.)
  - Hosszú huzavona után a magyar parlament hozzájárul ahhoz, hogy Svédország a NATO tagja lehessen.[53]

### Március
- március 5. – Hivatalba lép Sulyok Tamás, mint Magyarország köztársasági elnöke.[82] Svédország hivatalosan is csatlakozik a NATO-hoz

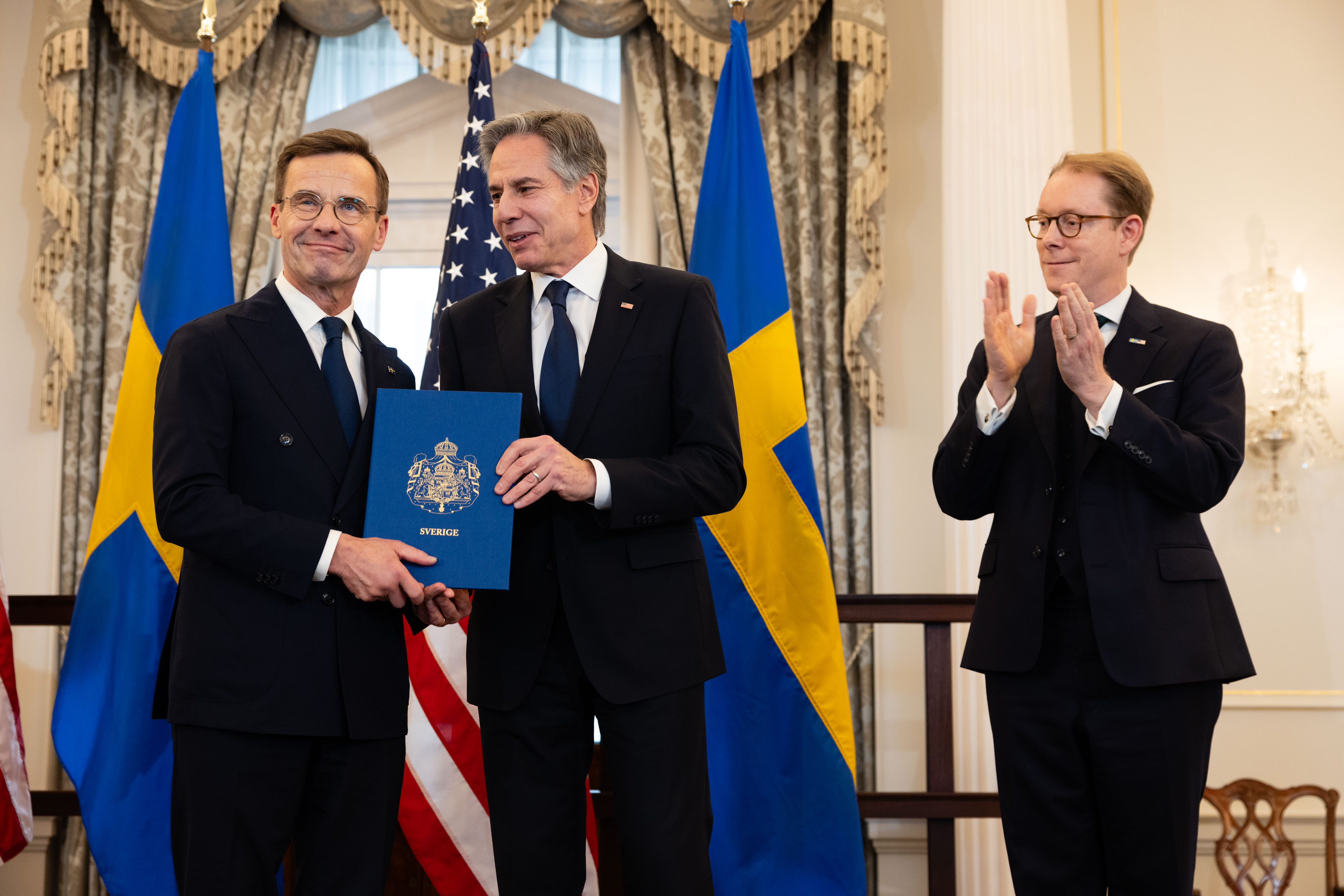
Svédország hivatalosan is csatlakozik a NATO-hoz

- március 7. – Svédország az Észak-atlanti Szerződés Szervezete harminckettedik tagja lett.[83]
- március 10. – Előrehozott parlamenti választás Portugáliában.[84]
- március 11. – Lemond Haiti elnöke és miniszterelnöke, Ariel Henry, az országban folyó bandaháború következtében.
- március 13. – Az Európai Unió elfogadja az első mesterséges intelligenciát szabályozó törvénycsomagot.[85]
- március 17. – Vlagyimir Putyint ismét újraválasztják Oroszország elnökének. (Ötödik terminusa így 2030-ban ér véget.)

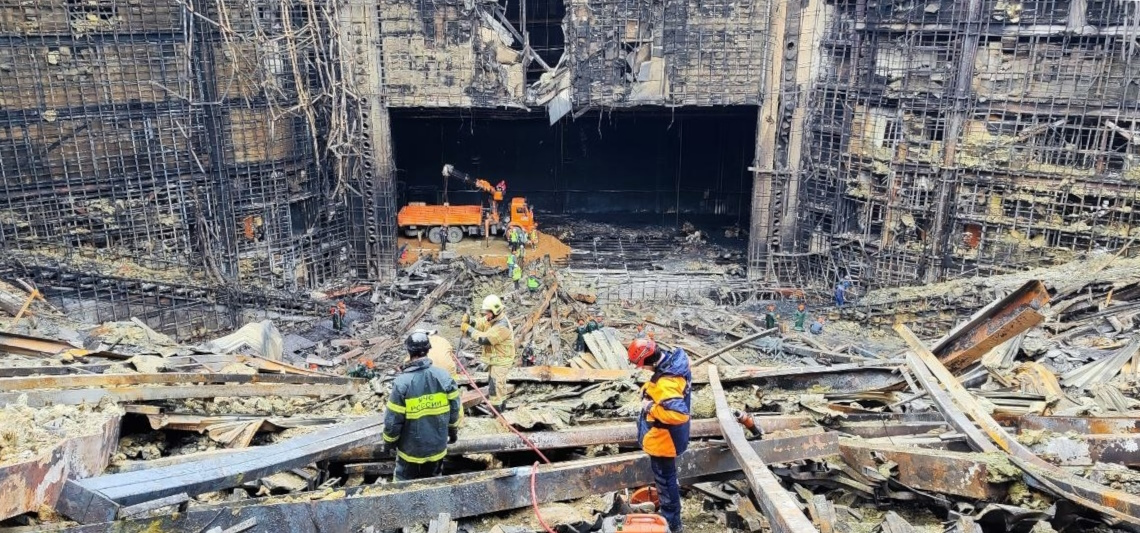
Egy terrortámadásban Moszkvában 133-an meghalnak

- március 22. – Moszkvai terrortámadás. (Legalább 133 ember életét vesztette és közel 150-en megsérültek.)
- március 23. – Elnökválasztás Szlovákiában.
- március 24.
  - Öt halálos áldozattal járó baleset a 11. Esztergom–Nyerges Rally Bajót és Lábatlan közötti gyorsasági szakaszán
  - Elnökválasztás Szenegálban,[86] amely az ellenzék jelöltjének, Bassirou Diomaye Faye győzelmével zárúl.[87]
- március 26. – Baltimore-ban egy hajó összedönti a Francis Scott Key hidat.
- március 27. – A Pesti Központi Kerületi Bíróság első fokon hivatalos személy elleni erőszak bűntette miatt Portik Tamás fiát, ifj. Portik Tamást 1,5 év, végrehajtásában 3 év próbaidőre felfüggesztett börtönbüntetésre ítéli, amiért január 30-án megpróbálta kávéval leönteni az édesapja ügyében eljáró Póta Péter bírót.
- március 31. – Románia és Bulgária a schengeni övezet része lesz, de a szabályokat egyelőre csak a repülőtéri határátlépésnél és hajózásnál alkalmazzák.[88]

### Április
- április 1. – Izrael rakétatámadást folytat a damaszkuszi iráni nagykövetség ellen, 16 embert megölve.[89]
- április 3. – 7,7 erősségű földrengés éri Tajvant.[90]
- április 4. – Parlamenti választás Kuvaitban.
- április 5. – A bécsi diplomáciai szerződés szabályait megszegve az ecuadori rendőrség razziát tart Mexikó nagykövetségén Quitóban, hogy letartóztassák az ország 48. alelnökét, Jorge Glast. Mexikó és Nicaragua is megszakítja diplomáciai kapcsolatát Ecuadorral.[91]
- április 6.
  - Magyar Péter nagygyűlése a budapesti Kossuth téren.[92]
  - Peter Pellegrini nyeri a szlovákiai elnökválasztás második fordulóját.
- április 8. – Teljes napfogyatkozás Észak-Amerikában.[93]
- április 9. – Leo Varadkar lemondása után Simon Harris lett Írország legfiatalabb taoiseach-ja.[94]
- április 10. – Parlamenti választás Dél-Koreában. (A Demokratikus Összefogás Pártja) nyeri a legtöbb széket.[95]
- április 13. – Irán megtorló támadást indít Izrael ellen, miután az utóbbi ország megtámadta nagykövetségét Szíriában.[96]
- április 17. – Parlamenti választás Horvátországban. (Egymást követő negyedik alkalommal nyerte meg a parlamenti választást a konzervatív Horvát Demokratikus Közösség (HDZ). Az Andrej Plenković miniszterelnök vezette párt a voksok 34,4%-át kapta meg, s az ugyancsak jobboldali Haza Mozgalommal hozott létre koalíciós kormányt.)[62]
- április 19.
  - Megkezdődik a parlamenti választás Indiában. (A választás június 1-én ér véget.)[97]
  - Izrael légitámadással válaszol az Irán által hat nappal korábban elkövetett rakétatámadásra.[98]
- április 22. – Az Európai Parlament elutasít egy indítványt, ami napirendre vette volna a Nemzeti Konzervativizmus Konferencia akadályozásának ügyét.[99][100][101] (Emir Kir, Brüsszel Saint-Josse-ten-Noode kerületének polgármestere az esemény megtartását több helyszínen is betiltotta április 16-án.[102][103] Egy nappal később a tiltást egy belga bíróság visszavonta.)[104]
- április 24. – Steinbach József dunántúli püspököt választja meg a Magyarországi Református Egyház Zsinata a testület lelkészi elnökévé a posztjáról a kegyelmi botrányban játszott szerepe miatt lemondott Balog Zoltán helyére.[105] (Balog Zoltán lemondása után ideiglenesen Pásztor Dániel alelnök, tiszáninneni püspök látta el az elnöki teendőket.)[106]

### Május
- május 3. – A kínai mitológia holdistennőjéről elnevezett Csang-o–6 űrszonda megkísérli, hogy mintegy két kilogrammnyi kőzetmintát hozzon a Hold túlsó oldaláról, amit a Földről nem látni.[22][107]
- május 5. – José Raúl Mulinót választják Panama elnökének.[108]
- május 7–11. – Malmőben rendezik meg a 2024-es Eurovíziós Dalfesztivált.[109]
- május 8. – Gordana Sziljanovszka-Davkovát megválasztják Észak-Macedónia első női elnökének.[110][111]
- május 8–10. – Hszi Csin-ping kínai elnök háromnapos magyarországi látogatásán Sulyok Tamás köztársasági elnökkel, valamint Orbán Viktor miniszterelnökkel tárgyal. (Tizennyolc kínai-magyar megállapodást írnak alá.)[112]
- május 10. – Az Egyesült Nemzetek Szervezete Közgyűlése megadja a jogot Palesztinának, hogy teljes jogú tagjai között üljön a 2024. szeptemberi gyűléstől kezdve.[113]
- május 15.
  - Nyitrabányán egy férfi többször is meglövi Szlovákia miniszterelnökét, Robert Ficót.[114][115]
  - Szingapúrban – Li Hszien Lung miniszterelnök lemondását követően – Lawrence Wong vezetésével megalakul a városállam új kormánya.[116]

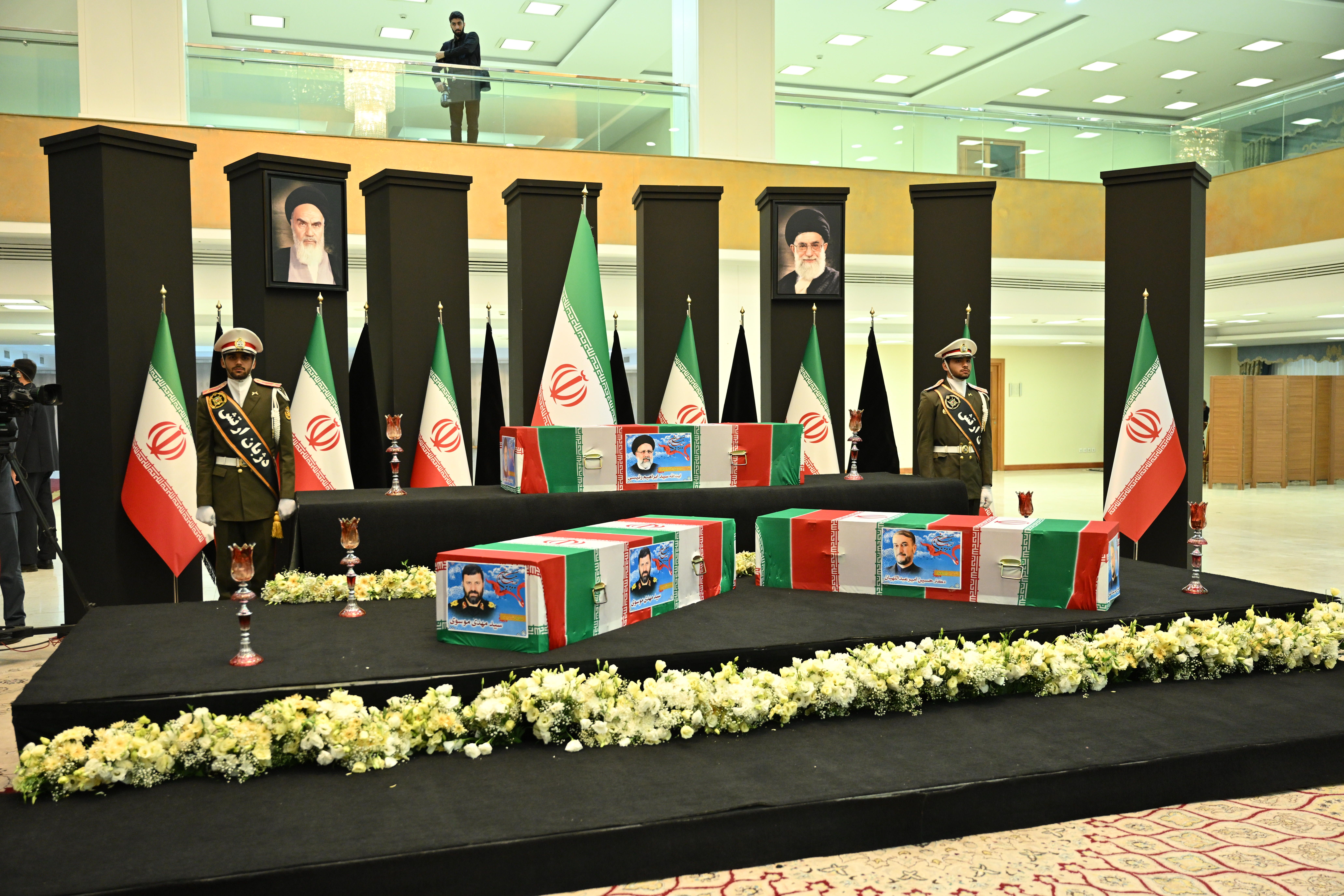
Helikopterbalesetben meghal Ebrahim Raiszi iráni elnök

- május 18. – Halálos motorcsónak-baleset Verőcénél a Dunán.[117] (Egy motorcsónak, buliból hazafelé tartó nyolcfős baráti társasággal a fedélzetén, olyan nagy sebességgel ütközött az MS Heidelberg szállodahajónak, hogy a vízi jármű kettétört, utasai pedig a vízbe estek. Közülük egy férfinek sikerült partot érnie, öten életüket vesztették, két főt eltűntként kersnek.)[118][119][120] Helikopterbalesetben meghal Ebrahim Raiszi iráni elnök
- május 19.
  - Helikopterbalesetben meghal Ebrahim Raiszi iráni elnök és Hosszein Amirabdollahian külügyminiszter.(A baleset a Kelet-Azerbajdzsán tartományban következett be.)[121]
  - Christian Malanga és követői sikertelen államcsínyt kísérelnek meg a Kongói Demokratikus Köztársaságban, amiben Malanga életét vesztette.
- május 20.
  - A Nemzetközi Büntetőbíróság ügyésze elfogatóparancsot kért Benjámín Netanjáhú izraeli miniszterelnök és Jahja esz-Szinvár, a Hamász vezetője ellen, háborús bűncselekmények vádjával.[122] (A bíróság november 21-én fogadta el a kérést.)
  - Leteszi hivatali esküjét Tajvan új elnöke, Laj Csing-tö. (Beiktatásakor kijelentette, hogy békés kapcsolatokra törekszik a népi Kínával, amelynek sem behódolni nem hajlandó, sem provokálni nem akarja.)[123]
- május 22. – Írország, Norvégia és Spanyolország bejelentik, hogy elismerik Palesztinát független államnak.[124]
- május 24. – A Nemzetközi Bíróság felszólítja Izraelt, hogy állítsa meg hadműveletét Rafah városában.[125]
- május 26. – Gitanas Nausėda litván elnököt újraválasztják, a szavazatok közel 76%-ával.
- május 29. – Az apartheid rezsim 1994-es bukása utáni hetedik szabad választást tartják Dél-afrikában.[126] (Az Afrikai Nemzeti Kongresszus párt 1994 óta először nem szerzi meg a szavazatok többségét.)[127]
- május 30. – Donald Trumpot, az Amerikai Egyesült Államok 45. elnökét, harmincnégy vádpontban bűnösnek találják okirathamisítás vádjával. (Ez az első alkalom, hogy egy amerikai elnököt bűnösnek találtak egy büntetőeljárásban.)[128][129]

### Június
- június 1.
  - Orbán Viktor támogatására szervezett Fidesz-párti felvonulás.[130]
  - Véget ér a parlamenti választás Indiában.[97] A Bháratíja Dzsanatá Párt ugyan elveszti, de koalíciója megtartja többségét. (A választás április 19-én kezdődött.)
  - Halla Tómasdóttir győzelmével zárul az izlandi elnökválasztás.[131]
- június 2. – Elnökválasztás Mexikóban.[22] (A választást Claudia Sheinbaum nyeri, ezzel ő lett az ország első női elnöke.)[62]
- június 5. – A Boeing Starliner első emberes repülése.[132]
- június 6. – A magyar állam visszaveszi Ferihegyet.[53]
- június 6–9. – Európai parlamenti választás.[133]
- június 9.
  - Európai parlamenti választás Magyarországon.[134]
  - Magyarországi önkormányzati választás.[134]
- június 11. – Az Országgyűlés Juhász Imrét választja meg az Alkotmánybíróság elnökévé.[135]
- június 12. – Az ENSZ első nyomozása szerint Izrael és a Hamász is elkövetett háborús bűncselekményeket az október 7-i támadást követően.[136]
- június 17. – Feloszlatja hatfős háborús kabinetjét Benjámín Netanjáhú izraeli miniszterelnök, miután a mérsékelt Beni Ganc több mint egy hete kilépett az egységkormányból és ezzel egyidőben a háborús kabinetből is. (Netanjáhú miniszterek egy szűk csoportjával tanácskozik a Izrael–Hamász-háborúról.)[137]
- június 19. – Oroszország és Észak-Korea kölcsönös védelmi egyezményt köt.[138]
- június 24.
  - Robbanás a dél-koreai Kjonggi tartomány Hvaszong városának lítiumakkumulátorokat gyártó üzemében. (A balesetben 22 ember vesztette életét.)[139][140] Julian Assange öt év után szabadul börtönből

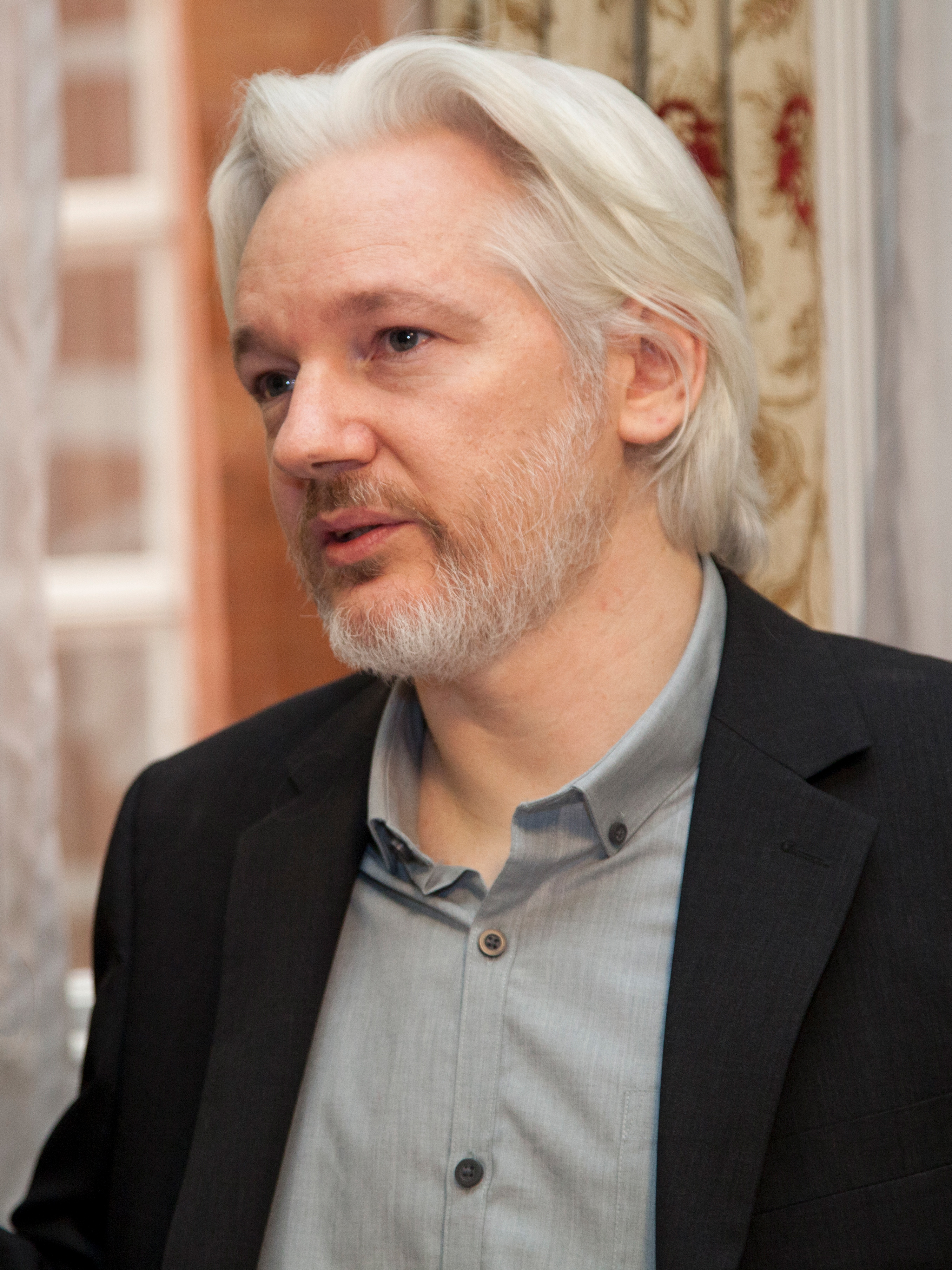
Julian Assange öt év után szabadul börtönből

  - Julian Assange, a WikiLeaks alapítója elhagyja az Egyesült Királyságot öt év börtönbüntetés után, azt követően, hogy beleegyezett, hogy az amerikai Északi-Mariana-szigeteken bűnösnek vallja magát egy vádpontban, amiért cserében szabadon maradhat.[141]
- június 27. – Az Észak-atlanti Tanács tagállamai Mark Ruttét nevezték ki a NATO főtitkárává, aki október 1-jén lép hivatalába.
- június 28.
  - Elnökválasztás Iránban.[142]
  - A kormányzó szociáldemokrata Mongol Néppárt 68 helyet szerez a parlamenti választáson a 126 fős törvényhozásban, a nagy állami hurálban.[143]
- június 30. – Előrehozott parlamenti választás Franciaországban (első forduló).

### Július
- július 1. – Magyarország veszi át az Európai Unió Tanácsának soros elnökségét.[144]
- július 2. – Hivatalba lép Dick Schoof, Hollandia új miniszterelnöke, aki a 14 év után leköszönő Mark Ruttét váltja a poszton.[145]
- július 3. – Elkészült az ITER, Európa első magfúzióval működő reaktora. (Az energiatermelés legkorábban 2039-ben kezdődhet meg.)
- július 4. – A Keir Starmer vezette Munkáspárt győzelmet arat a brit parlamenti választáson, ahol a 650 fős alsóházban 411 mandátumot szerez meg, s 2010 után került újra kormányra. (Ennél nagyobb többségre csak a pártot megújító Tony Blair tett szert 1997-ben.)[62]
- július 5.
  - Azt követően, hogy az előző nap pártja elsöprő győzelmet arat a parlamenti választáson, Keir Starmer az Egyesült Királyság új miniszterelnöke, véget vetve a Konzervatív Párt 14 évig tartó kormányzásának.[146]
  - Az iráni elnökválasztás második fordulója.[147] (A reformista Maszúd Peszeskján nyer.)[62]
- július 7. – A francia parlamenti választásokon meglepetésszerű győzelmet arat az Új Népfront nevű baloldali–szélsőbaloldali szövetség.[148] (Az esélyesnek számított Nemzeti Tömörülés mindössze a harmadik helyet érte el.)[62]
- július 8.
  - Patrióták Európáért nevű európai parlamenti frakció alakul 84 képviselővel.[149]
  - A Momentum Mozgalom tisztújító közgyűlésén Tompos Mártont választják a párt elnökévé.[150]
- július 13. – Thomas Matthew Crooks merényletet hajt végre Donald Trump ellen egy kampányeseményen.[151]
- július 15. – Paul Kagame ruandai elnököt harmadjára is újraválasztják.[152]
- július 18.
  - Ukrajna elzárja a Barátság kőolajvezetéket a Magyarországra és Szlovákiába Ukrajnán keresztül kőolajat szállító Lukoil orosz vállalat előtt, de más orosz cégektől továbbra is kap olajat Magyarország.[153][154]
  - Az Európai Parlament újabb öt évre Ursula von der Leyent választja meg az Európai Bizottság elnökének.[155]
- július 19.
  - A Nemzetközi Bíróság határozata szerint a palesztin területek izraeli megszállása illegális.[156]
  - Minden idők legnagyobb IT-összeomlása nagy hatással van szervezetekre és repülőterekre világszerte.[157][158] (A Crowdstrike amerikai kiberbiztonsági cég szoftverfrissítése miatt kialakult globális informatikai hiba közel 8,5 millió Microsoft-eszközt érintett.)[159]
- július 21. – Joe Biden amerikai elnök bejelenti visszalépését a 2024-es választástól, és Kamala Harrist ajánlja maga helyett.[160] (Harris már másnapra a Demokrata Párt feltételezett jelöltje lett.)[161]
- július 22. – A TISZA Párt tisztújító közgyűlésén Magyar Pétert választják a párt elnökévé, alelnöknek pedig Tarr Zoltánt és Radnai Márkot.[162]
- július 26. – Megkezdődnek a 2024. évi nyári olimpiai játékok Párizsban.[163]
- július 28.
  - Elnökválasztás Venezuelában.[164] (A latin-amerikai ország választási bizottság a hivatalban lévő Nicolás Madurút nyilvánította az elnökválasztás győztesének, melynek hatására tüntetők vonultak az utcára Venezuela több városában. Négy héttel később a legfelsőbb bíróság megerősítette Maduro választási győzelmét, és így januárban újabb 6 éves mandátumát kezdheti meg.)[165]
  - Megkezdi négyéves mandátumát Irán július elején megválasztott új elnöke, Maszúd Pezeskian, miután Ali Hámenei legfőbb vallási vezető hivatalosan is jóváhagyta a kinevezését. (Első hivatali ténykedéseként alelnökké nevezte ki Mohammad-Reza Arefet, aki korábban ugyanezt a beosztást töltötte be a reformista elnök, Mohammad Khatami alatt.)[166]
- július 31.
  - Moussa Dadis Camarát elítélik emberiesség elleni bűncselekmények vádjával. Húsz év börtönbüntetést kap.
  - Egy Teheránban elkövetett merényletben életét veszti Iszmáíl Hanije, a Hamász palesztin terrorszervezet egyik vezetője.[167]

### Augusztus
- augusztus 1. – Az Egyesült Államok és Oroszország megegyezik a legnagyobb fogolycserében a hidegháború óta.[168]
- augusztus 1. – Egy bajai ház alatt megtalálják a 24 éve eltűnt Till Tamás maradványait.
- augusztus 4. – Lemond Haszina Vazed, Banglades miniszterelnöke és Indiába menekül.[169]
- augusztus 9. – A Voepass Linhas Aéreas 2283-as járatának katasztrófája. Az összes utas életét veszti.[170]
- augusztus 11. – Ukrajna a 2022-es orosz invázió óta először betör Oroszország területére, 1000 km2 területet elfoglalva.[171]
- augusztus 14. – Az Egészségügyi Világszervezet nemzetközi jelentőségű közegészségügyi vészhelyzetnek nyilvánítja a majomhimlő terjedését, két éven belül másodjára.[172]
- augusztus 16. – A bangkoki parlament kormányfővé választja Paetongtarn Sinavatrát, miután az elődjét etikai vétségek miatt az alkotmánybíróság menesztette. (Thaiföld eddigi legfiatalabb miniszterelnöke a második nő ezen a poszton.)[62]
- augusztus 17. – Indonézia új fővárosa Nusantara, Jakarta helyét átvéve.[173] (Az új főváros Borneó keleti partján áll, az építése és a költözése is fokozatosan történik 2045-ig.)[22]
- augusztus 24. – Izrael hadereje rakétatámadásokat indít Libanon ellen.[174]
- augusztus 25. – Franciaországban letartóztatják Pavel Durovot, a Telegram társalapítóját.[175]

### Szeptember
- szeptember 2. – Brazília betiltja a Twitter (X) platformot, amiért ellenőrizetlen dezinformáció terjedt rajta, és amiért Elon Musk nem volt hajlandó kinevezni egy jogi képviselőt az országban.[176]
- szeptember 7. – Elnökválasztás Algériában. (Abd el-Madzsíd Tebbúnt újraválasztják.)[177]
- szeptember 12. – Jared Isaacman üzletember végrehajtja az első kereskedelmi űrsétát a Polaris Dawn űrrepülés részeként. A repülés közben volt ezek mellett az Apollo-program óta a legnagyobb távolság, amit emberek a Földtől elértek.[178]
- szeptember 17. és 18. – Harminckét ember meghal,[179] és legalább 3450-en megsérülnek támadásokban Libanonban és Szíriában,[180] amelynek részeként személyhívő készülékek felrobbantak Hezbollah-tagok zsebeiben. Az elkövető valószínűleg Izrael.[180]
- szeptember 20. – Izrael megöli Ibrahim Akilt, a Hezbollah parancsnokát, tíz másik vezetőségi taggal együtt Bejrútban.[181]
- szeptember 21. – A Sri Lanka-i elnökválasztást Anura Kumara Dissanayaka nyeri meg.[182]
- szeptember 23. – Izrael és a Hezbollah konfliktusának legvéresebb napja 2006 óta, izraeli rakétatámadásokban 569-en életüket vesztik, míg 1835-en megsérülnek.[183][184]
- szeptember 27. – Izrael megöli Haszan Naszr Alláht, a Hezbollah főtitkárát.[185]
- szeptember 29. – Parlamenti választás Ausztriában, amelyen a szélsőjobboldali Szabadságpárt (FPÖ) végez az első helyen. (Ennek ellenére a zöldpárti államfő, Alexander Van der Bellen a választás után hivatalban maradó kancellárt, a második helyen végző néppárti Karl Nehammert kéri fel kormányalakítási tárgyalásokra.)[186]
- szeptember 30. – Az Egyesült Királyság az első G7-es ország, ami teljesen felhagy a szénenergia-gyártással.[187]

### Október
- október 1.
  - Izrael inváziót indít Libanon ellen, az ország déli részében.[188] (Irán még aznap légi ellentámadást indít Izrael ellen.[189])
  - A japán országgyűlés Isiba Sigerut választja az ország új miniszterelnökének,[190] aki azonnal választást ír ki október 27-re.[191]
- október 2. – Gyűrűs napfogyatkozás a Csendes-óceán és Dél-Amerika déli része felett.
- október 6. – Újraválasztják Kaísz Szaídot Tunézia elnökének.[192]
- október 9. – Minden idők ötödik legintenzívebb atlanti trópusi ciklonja, a Milton hurrikán, partot ér Floridában.[193]
- október 13.
  - Parlamenti választás első fordulója Litvániában, amelyen az eddig ellenzékben lévő baloldali Litván Szociáldemokrata Párt (LSDP) győzött. (Mivel az első fordulóban nem dől el a mandátum sorsa, két héttel később második fordulót tartottak.)[194]
  - A SpaceX a levegőben sikeresen elkapja a Földre visszatérő Falcon Heavy rakétáját, amely nagy lépés az újra felhasználható indítórakéták céljának elérésében.[195]
- október 14. – A NASA elindítja a Europa Clipper űrszondát, amelynek célja az Europa hold kutatása.[196]

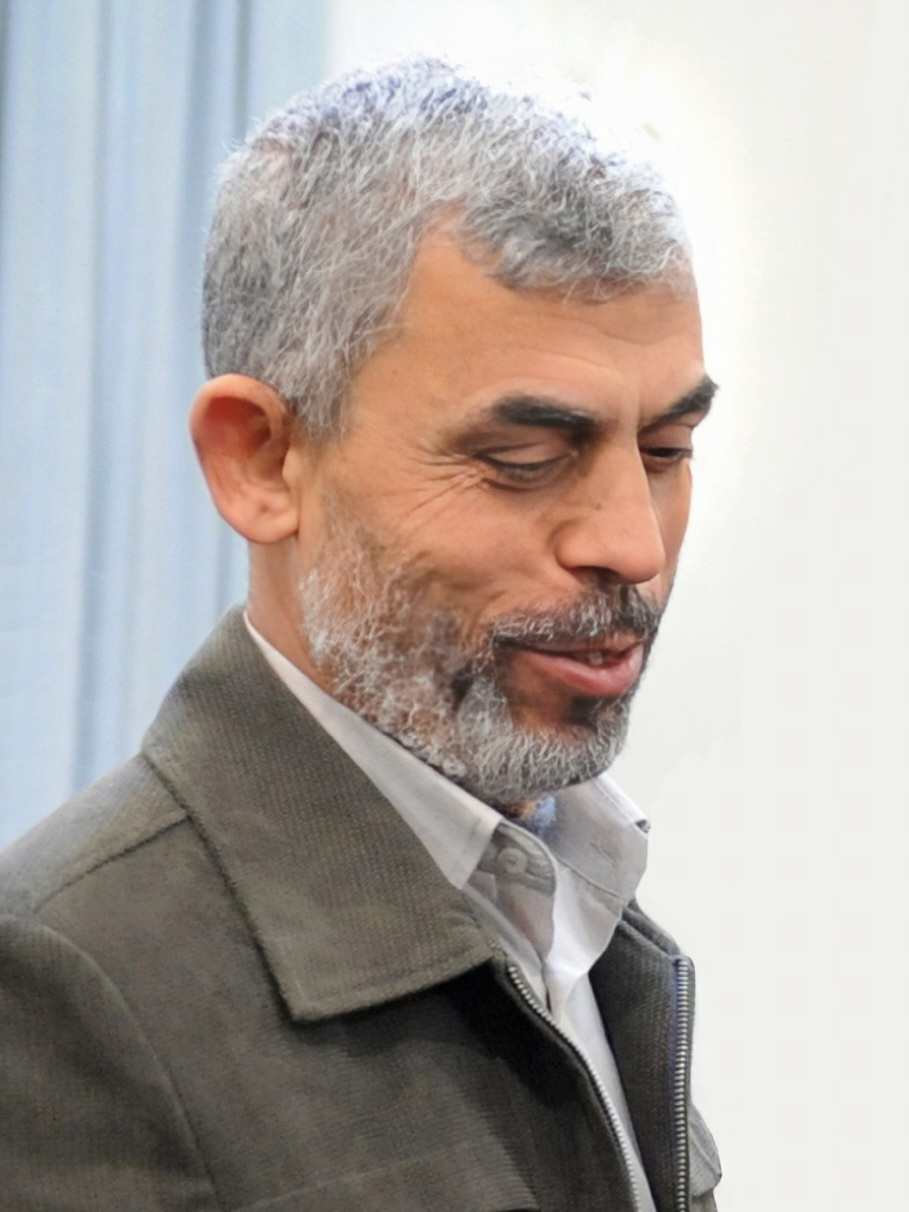
Izrael megöli Jahja esz-Szinvárt, a Hamász vezetőjét

- október 16. – Az izraeli hadsereg megöli a Hamász vezetőjét, Jahja esz-Szinvárt.[6]
- október 20.
  - A WHO százéves küzdelem után maláriamentesnek nyilvánítja Egyiptomot.
  - Népszavazás Moldova európai uniós tagságáról. (A javaslatot elfogadták a szavazatok 50,38%-ával.)[197]
  - Beiktatják hivatalába Prabowo Subianto új indonéz elnököt, a februárban tartott elnökválasztás győztesét.[198]
- október 26. – Parlamenti választás Grúziában, amelyen az oroszbarát kormánypárt, a Grúz Álom végez az elsőhelyen, a négy pártból álló EU-szimpatizáns ellenzék ellenében.[199]
- október 27.
  - Parlamenti és elnökválasztás Uruguayban.
  - Előrehozott képviselőházi választás Japánban, amelyen az országot 1955-ös megalapítása óta négy év kivételével folyamatosan vezető politikai erő, a Liberális Demokrata Párt (LDP) és kisebb koalíciós partnere, a Kómeitó összesen 215 helyet szerzett a 465 fős törvényhozásban.[200] (A kormányzáshoz szükséges többség megszerzéséhez legalább 233 mandátum megszerzése kellett volna.)[201]
  - A Bojko Boriszov korábbi miniszterelnök vezette GERB párt szerepel a legjobban az előrehozott bolgár parlamenti választáson. (A jobbközép, nacionalista párt csupán a voksok 26%-át szerezte meg, így koalíciós kormányzásra kényszerül. A második helyen a reformpárti Folytatjuk a Változást (PP) párt végzett 14,76%-kal, míg az ultranacionalista Újjászületés párt 13,8%-kal a harmadik helyen végzett.)[202][203]
  - A litván parlamenti választás második fordulójában is a szociáldemokraták szerepelnek a legjobban. (A baloldali párt 52 helyhez jutott a 141 fős törvényhozásban, az eddigi kormányzó jobbközép tömörülés, a Haza Szövetség 28 helyet szerzett.)[204]
- október 30. – Elnökválasztás Botswanában, amelyen sokkoló vereséget szenved az országot közel hat évtizede irányító Botswanai Demokrata Párt (BDP) az Ernyő a Demokratikus Változásért (UDC) ellenzéki tömörüléssel szemben. (Az eddigi kormánypárt csak 4 mandátumhoz jutott,[205] míg az UDC 36 helyet szerzett meg a 65 fős parlamentben, így a párt jelöltje, az 54 éves egykori jogász, Duma Boko lett az új elnök.)[62]

### November

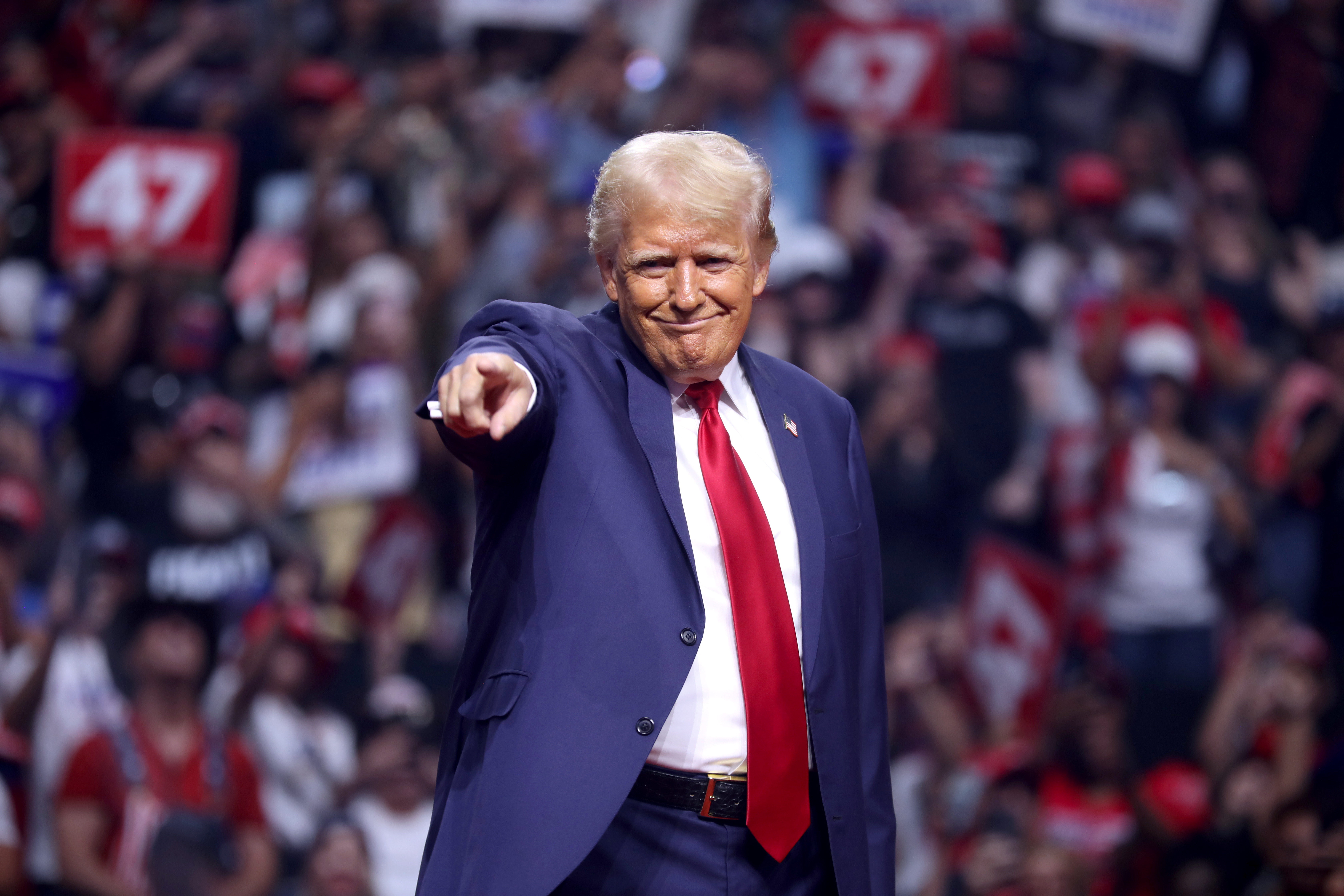
Megválasztják második terminusára Donald Trump amerikai elnököt

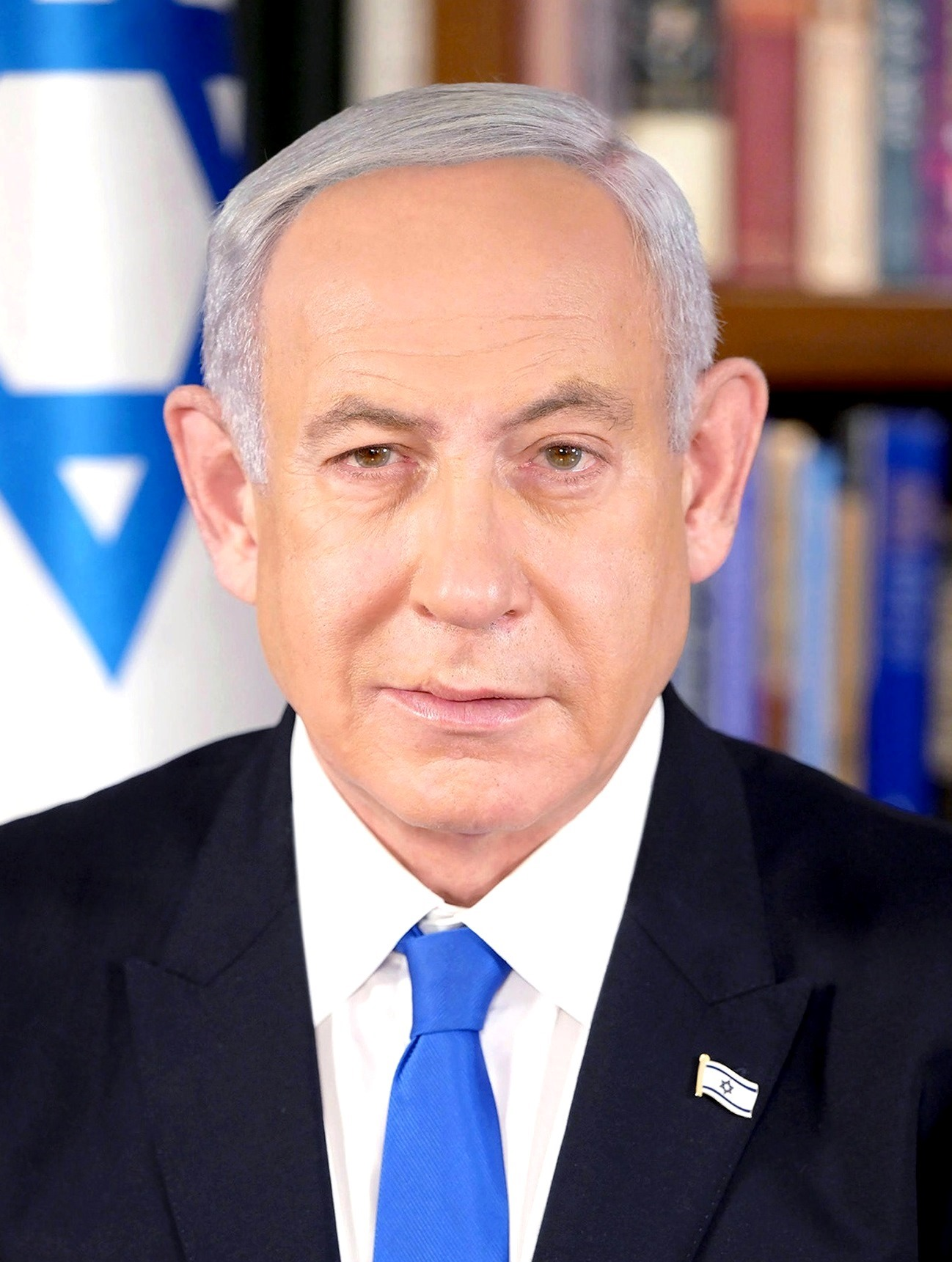
A Nemzetközi Büntetőbíróság elfogatóparancsot ad ki Benjámín Netanjáhú izraeli miniszterelnök ellen, Palesztinában elkövetett háborús bűncselekmények vádjával

- november 1. – Az újvidéki vasútállomás előtetejének összeomlása, 14 halálos áldozat.[206]
- november 3. – Az elnökválasztás második fordulója Moldovában.[207] (A választás győztese a hivatalban lévő, EU-párti államfő, Maia Sandu.)[208]
- november 5.
  - Donald Trump megnyeri a 60. elnökválasztást az Egyesült Államokban, 312 elektori szavazatot megszerezve.[209]
  - Választások az Amerikai Egyesült Államokban: A szenátusi többséget a 116. kongresszus óta először elnyeri a Demokrata Párttól a Republikánus Párt.
- november 6. – Szétesik a német kormánykoalíció, miután Olaf Scholz meneszti Christian Lindner pénzügyminisztert.[210]
- november 11. – Megkezdődik a 29. ENSZ éghajlatváltozási konferencia Bakuban.[211]
- november 12. – Lemond Justin Welby, Canterbury érseke, az Anglikán Közösség vezetője.[212]
- november 21.
  - A Nemzetközi Büntetőbíróság elfogatóparancsot ad ki Benjámín Netanjáhú, Joáv Galant és Mohammed Deif ellen, háborús bűncselekmények vádjával.[213]
  - Pesavarban terroristák megtámadnak egy síita muszlimokat szállító járművet, megölve 46 embert.[214]
  - A Very Large Telescope elkészíti az első közelített képet egy Tejútrendszeren kívüli csillagról, a WOH G64-ről.[215]
- november 22–23. – A Magyarországi Evangélikus Egyház XII. zsinata Lázárné Skorka Katalin mezőberényi lelkészt választja lelkészi elnöknek, míg az elnök-püspöki székben Fabiny Tamást Szemerei János váltja.[216] (Lázárné személyében először kerül nő a lelkészi elnöki posztra.)[217]
- november 24. – Az elnökválasztás első fordulója Romániában. (A második fordulóba Călin Georgescu és Elena Lasconi jut tovább,[218] azonban a román alkotmánybíróság december 6-án érvénytelenítette az eredményeket, és elrendelte a teljes választási folyamat elölről kezdését, miután a Legfelsőbb Védelmi Tanács megállapította, hogy a választás eredményét nemzetbiztonságot veszélyeztető külföldi beavatkozás befolyásolta.)[219]
- november 27. – A Hajat Tahrír as-Sám iszlamista terrorszervezet támadást indít Szíria Idlíb tartományából Bassár el-Aszad kormányának csapatai ellen.[220][221] (Három nappal később, november 30-én, nyolc év után ismét elfoglalták az ország második legnagyobb városát, Aleppót.)[222]
- november 29. – Parlamenti választás Írországban.
- november 30. – Parlamenti választás Izlandon. (A Szociáldemokrata Szövetség szerezte a legtöbb széket a parlamentben, a Függetlenség Párt története legrosszabb teljesítményét mutatta fel.)[223]

### December
- december 1.
  - Hivatalba lép António Costa, az Európai Tanács új elnöke.[224]
  - Hivatalba lép az új Európai Bizottság, a második Von der Leyen-bizottság, elnöke Ursula von der Leyen.
  - Parlamenti választás Romániában. (A kormányon lévő Szociáldemokrata Párt (PSD) végzett az első helyen, a szavazatok 22%-ával, míg a második helyen a szélsőjobboldali Románok Egyesüléséért Szövetség (AUR), 18%-al. A harmadik hely a szociáldemokrata koalícióban kormányzó jobbközép Nemzeti Liberális Pártnak (PNL) jutott (14%), a negyedik hely pedig a Mentsétek meg Romániát Szövetségnek (USR), 12%-al. Az RMDSZ, a voksok 6,38%-ával – a Fiatal Emberek Pártja (POT) és az S.O.S Románia mögött – ugyancsak bejutott a törvényhozásba.)[225][226]

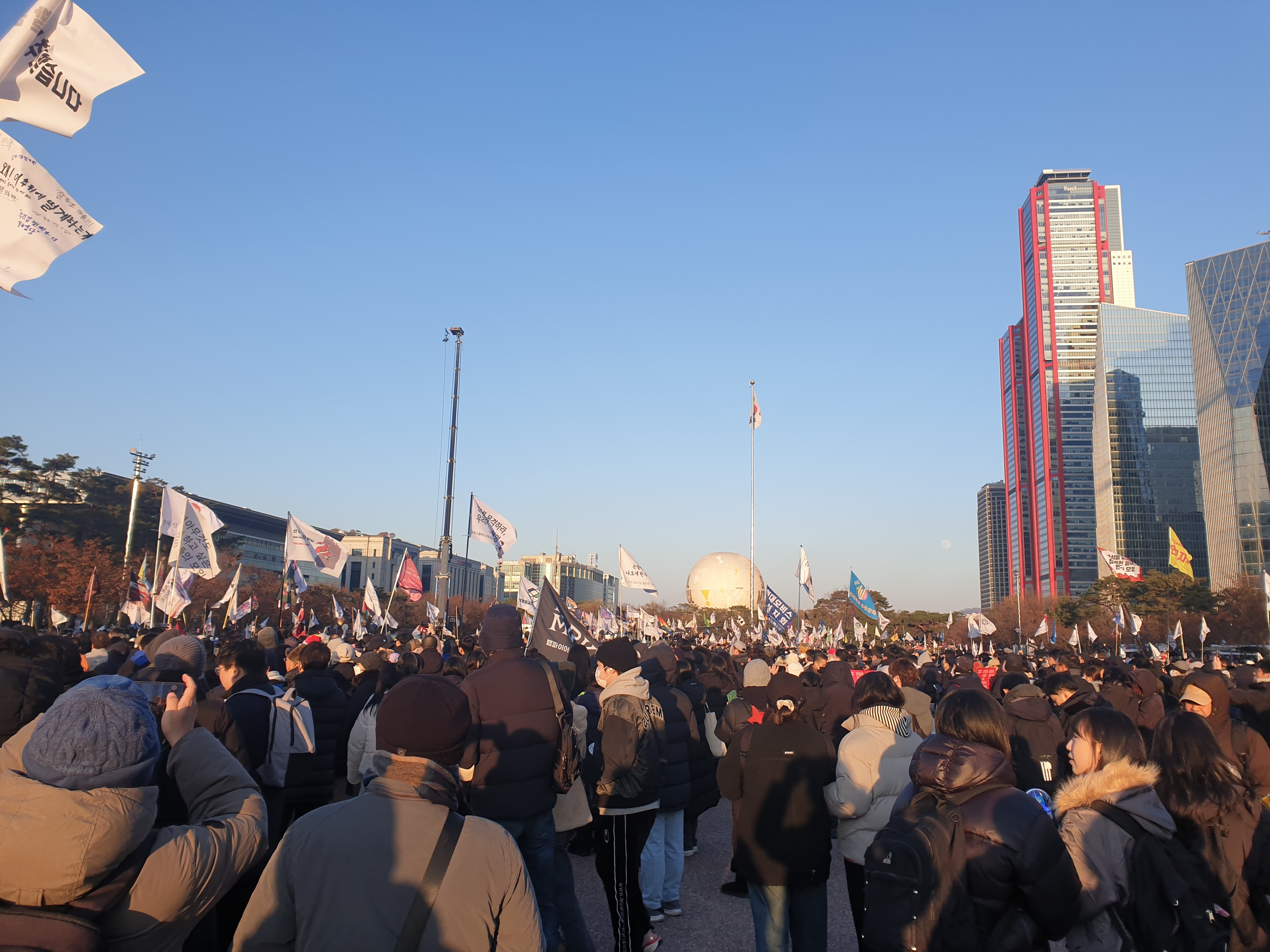
Dél-koreai tüntetők ünneplik az ország elnöke ellen indított vádemelési eljárást, miután Jun hadiállapotot hirdetett

- december 3. – Hadiállapotot hirdet Dél-Korea elnöke, Jun Szogjol, azzal vádolva az ellenzéket, hogy Észak-Koreának dolgoznak. (A parlament még aznap leszavazza a hadiállapot kihirdetését, Jun másnap visszavonta döntését.)[227][228]
- december 4. – A francia Nemzetgyűlés szavazása után összeomlik a francia kormány, és megbukik Michel Barnier miniszterelnök.[229]
- december 7.
  - Újra megnyit a párizsi Notre-Dame-székesegyház, miután 2019-ben egy tűz következtében részben összeomlott az épület szerkezete.[230]
  - Ghanában megválasztják második elnöki terminusára John Mahamát.[231]

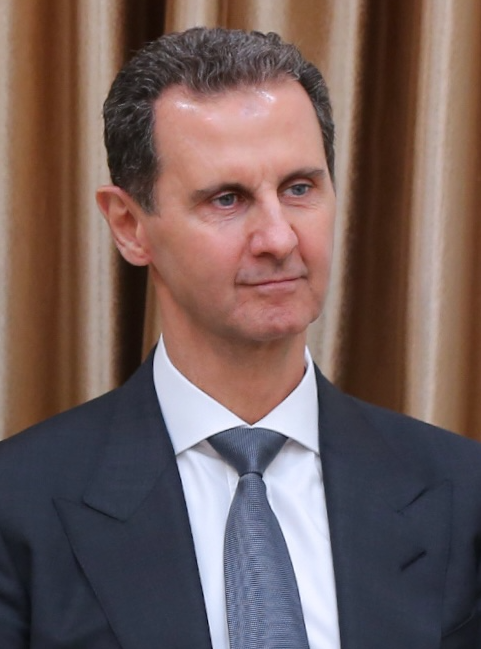
December 8-án 53 év után véget ér az el-Aszád család uralma Szíria fölött

- december 8. – Szíriai lázadók beveszik Damaszkusz városát, véget vetve Bassár el-Aszad 24 évig tartó uralmának az ország felett.[232]
- december 12. – Dommarázu Gukés a sakkozás történetének legfiatalabb világbajnoka 18 évesen és 195 naposan, megdöntve Garri Kaszparov rekordját (22 éves).[233]
- december 13. – François Bayrou-t nevezik ki Franciaország új miniszterelnökének.[234]
- december 14.
  - A dél-koreai parlament vádemelési eljárást indít az ország elnöke, Jun Szogjol ellen a hadiállapot december 3-i kihirdetése miatt, ezért azonnali hatállyal felfüggesztik pozíciójából.[235]
  - A 2024-es grúziai elnökválasztáson ellenzék nélkül megválasztják Miheil Kavelasvilit, legitimitását vitatják.[236]
- december 19. – Húsz év börtönbüntetésre ítélik Dominique Pelicot-t, amiért feleségét, Gisèle-t bedrogozta, öntudatlan állapotában megerőszakolta és másoknak is felkínálta szexuális erőszakra. Ötven másik elkövető három és tizenöt év közötti büntetést kap.[237]
- december 20. – Magdeburgban az Alternatíva Németországért szélsőjobboldali párt egyik szimpatizánsa, Táleb el-Abdálmohszen autóval belehajtott a karácsonyi vásárba.[238]
- december 24.
  - Megkezdődik a 2025-ös jubileumi szentév.[239]
  - A Parker napszonda a Naphoz legközelebb kerülő ember által készített tárgy, saját rekordját megdöntve, „megérintve” az égitestet.[240]
- december 25. – Az orosz légvédelem lelövi az Azerbaijan Airlines 8243-as járatát.[241]
- december 27. – A Dél-Koreai parlament felfüggeszti Han Dokszu megbízott elnököt, amiért nem volt hajlandó jóváhagyni két törvényjavaslatot az elődje elleni eljárásban.[242]
- december 29.
  - A Jeju Air 2216-os járatának katasztrófája: 179 ember életét veszti, miután a repülőgép futóművei nem nyílnak ki leszálláskor, és egy falba csapódik.
  - Elnökválasztás Horvátországban.
  - Szalome Zurabisvili grúz elnök mandátuma lejár, az elnöki székben a Grúz Álom párt jelöltje, Miheil Kavelasvili váltja.[243]

### Határozatlan dátumú események
- február – Ferenc pápa kinevezi a Nobel-díjas Karikó Katalint a Pápai Életvédő Akadémia rendes tagjává. (Az 1994-ben alapított, 70 tagú vatikáni testület a bioetikai kérdéseket hivatott tudományosan kutatni.)[244]
- július
  - A hónap magyarországi középhőmérséklete 24,53 fokot ér el, ez az eddig valaha mért legmelegebb július Magyarországon.[245]
  - Minden idők három legmagasabb átlaghőmérsékletű feljegyzett napja ebben a hónapban volt.[246]
  - A japán külügy- és a Fülöp-szigeteki védelmi miniszter Manilában katonai megállapodást ír alá, ami erősíti együttműködésüket a térségben nyomuló Kínával szemben. (Az egyezmény lehetővé teszi, hogy a japán önvédelmi erők egységei az eddigi megfigyelői státus helyett aktívan részt vegyenek az USA és a Fülöp-szigetek éves közös, Balikatan (Vállvetve) nevű hadgyakorlatán.)[247]

## Az év témái

### Kiemelt témák és évfordulós emlékévek 2024-ben

#### Kiemelt témák
- 2022-es orosz invázió Ukrajna ellen
- 2023-as Izrael–Hamász-háború
- Novák Katalin kegyelmezési ügye
- 2024-es európai parlamenti választás
- 2024-es magyarországi önkormányzati választás
- 2024-es amerikai elnökválasztás
- Az Aszad-rezsim bukása
- Mesterséges intelligencia

#### Kiemelt emlékévek
- A tevefélék nemzetközi éve.

#### Évszázados évfordulók
- január 7. – Pablo Birger argentin autóversenyző születésének 100. évfordulója.
- január 31. – John Lukacs Széchenyi-díjas magyar-amerikai történész születésének 100. évfordulója.
- február 19. – Lee Marvin Oscar-díjas amerikai színész születésének 100. évfordulója.
- február 24. – Gál István magyar-amerikai matematikus születésének 100. évfordulója.
- február 26. – Császár Ákos magyar matematikus születésének 100. évfordulója.
- április 3. – Marlon Brando kétszeres Oscar-díjas amerikai színész születésének 100. évfordulója.
- április 6. – Méray Tibor magyar író, újságíró születésének 100. évfordulója.
- április 22. – Immanuel Kant német filozófus születésének 300. évfordulója.
- április 25. – Szenes Iván magyar zeneszerző, dalszövegíró születésének 100. évfordulója.
- május 22. – Charles Aznavour francia sanzonénekes születésének 100. évfordulója.
- június 2. – Böszörményi Géza Kossuth-díjas magyar filmrendező, forgatókönyvíró születésének 100. évfordulója.
- június 6. – Csergezán Pál festő- és grafikusművész születésének 100. évfordulója.
- június 12. – George H. W. Bush amerikai politikus, az Amerikai Egyesült Államok 41. elnöke születésének 100. évfordulója.
- június 20. – Podmaniczky Frigyes magyar politikus születésének 200. évfordulója.
- június 24. – Fuchs László magyar-amerikai matematikus születésének 100. évfordulója.
- június 27. – Brusznyai Árpád magyar tanár, 1956-os mártír születésének 100. évfordulója.
- július 30. – Horváth János magyar-amerikai matematikus születésének 100. évfordulója.
- szeptember 16. – Lauren Bacall Golden Globe-díjas amerikai színésznő születésének 100. évfordulója.
- szeptember 28. – Marcello Mastroianni kétszeres BAFTA- és Golden Globe-díjas olasz színész születésének 100. évfordulója.
- október 1. – Jimmy Carter amerikai politikus, az Amerikai Egyesült Államok 39. elnöke születésének 100. évfordulója.
- november 22. – Geraldine Page Oscar-díjas amerikai színésznő születésének 100. évfordulója.
- december 14. – Kibédi Ervin Jászai Mari-díjas magyar színész születésének 100. évfordulója.
- december 21. – James Parkinson angol sebészorvos, természettudós halálának 200. évfordulója.
- december 25. – Váci Mihály Kossuth-díjas magyar költő, műfordító születésének 100. évfordulója.
- december 26. – Aczél János magyar-kanadai matematikus születésének 100. évfordulója.

### 2024 a sportban
- január 19. – Megkezdődnek a 2024. évi téli ifjúsági olimpiai játékok.[248]
- február 11. – A Kansas City Chiefs nyeri a Super Bowl LVIII-t, a San Francisco 49ers ellen, 19 év elteltével az első címvédő csapatként.
- június 1. – A londoni Wembley Stadionban rendezett döntővel zárul az UEFA-bajnokok ligája 2023–2024-es sorozata.[22]
- június 14.–július 14. – Németország a házigazdája a 2024-es labdarúgó-Európa-bajnokságnak.[22]
- június 28. – Wladár Sándor úszó elnyeri a Nemzet Sportolója címet.[249]
- július 26. – A Nemzetközi Olimpiai Bizottság (NOB) 2017-es limai közgyűlésének döntése értelmében Párizs ad otthont a 33. nyári ötkarikás játékoknak,[250] amely 1900-ban és 1924-ben is volt rendező, így Londont utolérve szintén háromszoros házigazda.[22]

### 2024 a televízióban
- január 1. – Megszűnik a Magyarországon is elérhető Deutsche Welle csatorna német nyelvű  változata, amit csak az interneten tesznek elérhetővé.[251][252]
- január 3. A CBS Reality csatorna megszűnik Magyarországon, Bulgáriában és Horvátországban is (már csak Lengyelországban fogható).[253][254]
- február 21. – Bejelenti Pavel Stanchev, a TV2 Csoport vezérigazgatója és Till Attila műsorvezető, hogy 2024-ben rekordnyereménnyel tér vissza a TV2-re a csatorna ikonikus tehetségkutató műsora, a Megasztár.[255]
- március 8. – Átnevezéssel megszűnik a FEM3, és TV2 Klub néven folytatja tovább működését, ezzel egy időben elindul a Jóban Rosszban és a Mintaapák című sorozatok ismétlése.[256]
- július 6. – Megszűnik a Paramount családi humorcsatornája, a Comedy Central Family.[257]
- szeptember 26. – A Testvérek című török televíziós sorozat befejezése Magyarországon a TV2-n.
- szeptember 27. és október 18.– Arculatfrissítésben részesült az RTL és RTL Kettő.
- november 4. – A Big Picture szakmai konferencián bejelentik, hogy 2025-ben, 8 év után visszatér a TV2-re Az 50 milliós játszma című kvízműsor, továbbá azt is bejelentik, hogy 2025-ben, 7 év után visszatér A Nagy Duett című zenés show-műsor.[258][259]
- december 7. – Az X-Faktor tizenkettedik évadának döntőjében bejelentik, hogy 13 év után, 2025-ben visszatér a Csillag születik című tehetségkutató műsor.[260]

### 2024 a filmművészetben
- január 7. – A kaliforniai Beverly Hillsben megrendezik a 81. Golden Globe díjátadót.[261]
- február 18. – Megrendezésre kerül a  77. BAFTA-gála az Egyesült Királyságban, melyen az Oppenheimer című film nyerte a legjobb filmnek járó díjat.[262]
- március 10. – Megrendezik a 96. Oscar-gálát Los Angelesben, a Dolby Színházban, melyen a legjobb film kategóriában Christopher Nolan Oppenheimere nyert.[263]
- március 14. – A Most vagy soha! című kalandfilm bemutatója a magyar mozikban.[53]

### 2024 a zenében
- március 22. – Megjelenik Future és Metro Boomin Like That című dala Kendrick Lamar közreműködésével, amivel ismét fellázad Drake és Lamar-rivalizálása.
- április 19. – Megjelenik Taylor Swift The Tortured Poets Department című lemeze, ami a következő hónapokban több rekordot is megdönt: az első női előadó által kiadott lemez, ami első tizenkét hetét a Billboard 200 élén tölti, illetve Swift hetedik lemeze, amelyből első hetében több, mint egy millió példány kel el.[264][265]
- május 4. – Megjelenik minden idők egyik legjobb diss trackjének tekintett dala, Kendrick Lamar Not Like Us című kislemeze, amely később minden idők legtöbb Grammy-díjat elnyert dala lett.
- május 7–11. – A 68. Eurovíziós Dalfesztivált – a Svájc színeiben induló – Nemo nyeri, a The Code című dalával.[266] (Második helyen a Horvátországot képviselő Baby Lasagna végzett Rim Tim Tagi Dim című dalával,[267] a harmadik helyezést az ukrán Alyona Alyona és Jerry Heil a Teresa & Maria című dal szerezte meg.[268] Magyarország sorozatban ötödik éve nem vett részt a versenyen.)
- augusztus 27. – Újraalakul az Oasis brit együttes, 15 évvel felbomlása után, és bejelentenek egy turnét.[269]
- november 16. – Shaboozey A Bar Song (Tipsy) című száma az évtized legsikeresebb dala a Billboard Hot 100-on.[270] (Két héttel később minden idők legsikeresebbje lett.)

Díjátadók
- február 4. – 66. Grammy-gála

Albumok
- 21 Savage – American Dream
- ¥$ – Vultures 1 és 2
- Beabadoobee – This Is How Tomorrow Moves
- Beyoncé – Cowboy Carter
- Sabrina Carpenter – Short n’ Sweet
- Charli XCX – Brat
- Charli XCX – Brat and It’s Completely Different but Also Still Brat
- Clairo – Charm
- Coldplay – Moon Music
- Deep Purple – =1
- Jason Derulo – Nu King
- Billie Eilish – Hit Me Hard and Soft
- Eminem – The Death of Slim Shady (Coup de Grâce)
- Future – Mixtape Pluto
- Lady Gaga – Harlequin
- Glass Animals – I Love You So F***ing Much
- Gwen Stefani – Bouquet
- Ariana Grande – Eternal Sunshine
- Green Day – Saviors
- Gossip – Real Power
- Paris Hilton – Infinite Icon
- Enrique Iglesias – Final (Vol. 2)
- J. Cole – Might Delete Later
- Kid Cudi – Insano
- Kid Cudi – Insano (Nitro Mega)
- King Gizzard & the Lizard Wizard – Flight b741
- Kylie Minogue – Tension II
- Kovács Ákos – Harminc Év / Metropolis
- Katy Perry – 143
- Kendrick Lamar – GNX
- Lil Uzi Vert – Eternal Atake 2
- Linkin Park – From Zero
- Dua Lipa – Radical Optimism
- Pet Shop Boys – Nonetheless
- Post Malone – F–1 Trillion
- New Kids on the Block – Still Kids
- Katy Perry – 143
- Scooter – Open Your Mind And Your Trousers
- Sear Bliss – Heavenly Down
- Shawn Mendes – Shawn
- Snoop Dogg – Missionary
- Stray Kids – Ate
- Taylor Swift – The Tortured Poets Department
- Justin Timberlake – Everything I Thought It Was
- Tyla – Tyla
- Bonnie Tyler – In Berlin
- Tyler, the Creator – Chromakopia
- The Veronicas – Gothic Summer
- Vampire Weekend – Only God Was Above Us
- Zséda – Kaleidoszkóp

### 2024 a kriminalisztikában
- április 29. – Bőnyi iskolai késelés
- május 15. – Merénylet Robert Fico ellen
- július 13. – Merénylet Donald Trump ellen
- szeptember 21. – Nyíregyházi gyerekgyilkosság
- december 14. – Gudauri tragédia

## Halálozások 2024-ben
- január 4.
  - David Soul amerikai-brit színész, énekes (* 1943)
  - Christian Oliver német színész, producer  (* 1972)
- január 7.
  - Ferdinandy György József Attila-díjas író, költő, irodalomtörténész (* 1935)
  - Finta József, Kossuth-díjas építész, a nemzet művésze (* 1935)
  - Franz Beckenbauer világbajnok német labdarúgó, edző, csapatvezető (* 1945)
  - Alberto Colombo olasz autóversenyző (* 1946)
- január 9. – Benedek Miklós, Kossuth- és Jászai Mari-díjas színész, a nemzet színésze (* 1946)
- január 11. – Jakab Csaba magyar színész (* 1953)
- január 20. – Norman Jewison kanadai-amerikai filmrendező (* 1926)
- január 21. – Grétsy László magyar nyelvész, főiskolai tanár, televíziós személyiség (* 1932)
- január 22. – Arno Allan Penzias Nobel-díjas amerikai asztrofizikus, rádiócsillagász (* 1933)
- február 1. – Carl Weathers Nobel-díjas amerikai színész, televíziós rendező, amerikaifutball-játékos (* 1948)
- február 2. – Vitézy László Kossuth- és Balázs Béla-díjas magyar producer, forgatókönyvíró, filmrendező, érdemes és kiváló művész (* 1940)
- február 3. – Helena Rojo mexikói színésznő (* 1944)
- február 5. – Dries van Agt holland politikus, miniszterelnök (1977-1982) (* 1931)
- február 16. – Alekszej Navalnij orosz politikus, ellenzéki vezető (* 1976)
- február 20. – Andreas Brehme világbajnok német labdarúgó (* 1960)
- február 21. – Czakó Gábor Kossuth-díjas magyar író, képzőművész, a nemzet művésze (* 1942)
- február 27.
  - Richard Lewis, amerikai humorista, színész (* 1947)
  - Richard Harrison Truly amerikai űrhajós, a haditengerészet állományában altengernagy (* 1937)
- március 1. – Akira Toriyama japán mangaka (Dragon Ball) (* 1955)
- március 3. – Vadász György Kossuth-díjas magyar építész, szobrász, a nemzet művésze (* 1933)
- március 9. – Kévés György Kossuth-díjas magyar építész, a nemzet művésze (* 1935)
- március 13. – Szilágyi István Kossuth-díjas erdélyi magyar író, a nemzet művésze (* 1938)
- március 16. – Bacsó Béla Széchenyi-díjas esztéta, egyetemi tanár (* 1952)
- március 18. – Thomas Stafford amerikai űrhajós (* 1930)
- március 21. – Gyenesei István politikus, sporttisztviselő, önkormányzati miniszter (2008–2009) (* 1948)
- március 24. – Eötvös Péter  kétszeres Kossuth-díjas magyar zeneszerző, zenepedagógus és karmester  (* 1944) [271]
- március 25. – Fritz Wepper német színész (* 1941)
- március 29. – Louis Gossett Jr. Oscar-díjas amerikai színész (* 1936)
- március 30. –  Tordy Géza Kossuth-díjas magyar színész, rendező, a nemzet színésze (* 1938)
- április 3. – Müller Sándor válogatott magyar labdarúgó, sportvezető (* 1948)
- április 4. – Ferge Zsuzsa Széchenyi-díjas magyar szociológus, egyetemi tanár (* 1931)
- április 8. – Peter Higgs Nobel-díjas brit elméleti fizikus, a Higgs-bozon felfedezője (* 1929)
- április 10. – O. J. Simpson amerikaifutball-játékos, színész (* 1947)
- április 25. – András Ferenc Kossuth-díjas magyar filmrendező, a nemzet művésze (* 1942)
- április 30. – Paul Auster amerikai író, költő, műfordító és forgatókönyvíró (* 1947)
- május 3. – Hammerl László olimpiai bajnok magyar sportlövő, edző, a nemzet sportolója (* 1942)
- május 5. – Bernard Hill angol színész (Titanic) (* 1944)
- május 9. – Roger Corman amerikai filmrendező, forgatókönyvíró, filmproducer, színész (* 1926)
- május 13. – Alice Munro irodalmi Nobel-díjas kanadai író (* 1931)
- május 14. – Gudrun Ure skót színésznő (Szupernagyi) (* 1926)
- május 19. – Ebrahim Raiszi iráni jogász, vallási vezető, 2021-től haláláig Irán elnöke (* 1960)
- május 31. – Tompos Kátya Jászai Mari-díjas magyar színésznő, énekesnő (* 1983)
- június 1. – Philippe Leroy francia színész (* 1930)
- június 3. – Brigitte Bierlein osztrák jogász, politikus, Ausztria kancellárja (2019 – 2020) (* 1949)
- június 11. – Françoise Hardy francia énekesnő, színésznő (* 1944)
- június 18. – Anouk Aimée Golden Globe-díjas francia színésznő (* 1932)
- június 20. – Donald Sutherland kétszeres Golden Globe-díjas kanadai színész (* 1935)
- július 1. – Ismail Kadare albán író, költő (* 1936)
- július 11.
  - Donáth László evangélikus lelkész, közíró, politikus, országgyűlési képviselő (1994–2010) (* 1955)
  - Shelley Duvall amerikai színésznő (* 1949)
- július 13. – Shannen Doherty amerikai színésznő (* 1971)
- július 18. – Bob Newhart amerikai színész, humorista (* 1929)
- július 30. – Király Levente Kossuth-díjas magyar színművész, a nemzet színésze (* 1937)
- augusztus 3. – Gyulay Endre a Szeged-Csanádi egyházmegye püspöke (* 1930)
- augusztus 8. – Boros Lajos magyar zenész, rádiós műsorvezető, író, újságíró (* 1947)
- augusztus 14. – Gena Rowlands kétszeres Golden Globe-díjas amerikai színésznő (* 1930)
- augusztus 15. – Komora Imre olimpiai bajnok magyar labdarúgó, edző, a magyar labdarúgó-válogatott korábbi szövetségi kapitánya (* 1940)
- augusztus 17. – Novák Ferenc Kossuth-díjas magyar koreográfus, rendező, etnográfus, a nemzet művésze (* 1931)
- augusztus 18. – Alain Delon César-díjas francia színész (* 1935)
- augusztus 21. – Berczelly István Kossuth-díjas magyar operaénekes (* 1938)
- augusztus 26.
  - Sven-Göran Eriksson svéd labdarúgó, edző (* 1948)
  - Mihályi Győző Jászai Mari-díjas magyar színművész (* 1954)
- szeptember 2. – Kupa Mihály magyar közgazdász, politikus, pénzügyminiszter (1990–1993) (* 1941)
- szeptember 9.
  - James Earl Jones Oscar-díjas amerikai színész (* 1931)
  - Caterina Valente olasz-francia énekesnő, gitáros, táncosnő, színésznő (* 1931)
- szeptember 18. – Salvatore Schillaci olasz labdarúgó, Az 1990-es világbajnokság gólkirálya (* 1964)
- szeptember 26. – Jelenits István Széchenyi-díjas magyar piarista szerzetes, író, teológus (* 1932)
- szeptember 27. – Maggie Smith kétszeres Oscar-díjas angol színésznő (* 1934)
- szeptember 28.
  - Karsai Dániel magyar ügyvéd, alkotmányjogász, emberi jogi aktivista (* 1977)
  - Kris Kristofferson amerikai countryzenész és színész (* 1936)
- október 12. – Alex Salmond skót politikus, első miniszter (2007-2014) (*1954)
- október 16. – Liam Payne angol énekes, dalszerző (* 1993)
- október 17.
  - Kozma Imre magyar római katolikus pap, a Magyar Máltai Szeretetszolgálat alapítója, elnöke (* 1940)
  - Potápi Árpád János magyar politikus, országgyűlési képviselő, Bonyhád polgármestere (2002–2014), államtitkár (* 1967)
- október 21. – Paul Di’Anno angol énekes, 1978-tól 1981-ig az Iron Maiden énekese (* 1958)
- október 22. – Sánta Ferenc kétszeres Kossuth-díjas magyar hegedűművész, primás, a nemzet művésze (* 1945)
- október 25. – Dózsa Imre Kossuth-díjas magyar táncművész, balettpedagógus, balett- és színházigazgató (* 1941)
- október 31. – Hadas Krisztina magyar újságíró, szerkesztő, riporter, egyetemi oktató (* 1971)
- november 2. – Szörényi Szabolcs Kossuth-díjas magyar énekes, basszusgitáros, zeneszerző, az Illés és Fonográf tagja (* 1943)
- november 3. – Quincy Jones amerikai zeneszerző, trombitás, zenei producer, karmester (* 1933)
- november 4. – Forgács Gábor magyar színész, humorista, szinkronszínész (* 1947)
- november 6. – Tony Todd amerikai színész (* 1954)
- november 15. – Nemere István magyar író, műfordító, eszperantista (* 1944)
- november 26. – Jim Abrahams amerikai filmrendező, forgatókönyvíró, filmproducer (* 1944)
- december 23. – Szombathy Bálint vajdasági magyar költő, kritikus, képzőművész, író (* 1950)
- december 27. – Olivia Hussey angol színésznő (* 1951)
- december 29. – Jimmy Carter amerikai politikus, az Egyesült Államok 39. elnöke (* 1924)